# 1966 na rádio
Nesta página encontrará referências aos acontecimentos directamente relacionados com a rádio ocorridos durante o ano de 1966.

## Nascimentos
| Data           | Nome         | Profissão                       | Nacionalidade | Observações | Ref |
| -------------- | ------------ | ------------------------------- | ------------- | ----------- | --- |
| 30 de novembro | Jairo Bouer  | médico, educador e apresentador | Brasil        |             |     |
| ??             | Eduarda Maio | jornalista                      | Portugal      |             |     |

## Mortes
| Data        | Nome              | Profissão                                    | Nacionalidade | Observações | Ref |
| ----------- | ----------------- | -------------------------------------------- | ------------- | ----------- | --- |
| 18 de junho | Heitor de Andrade | radialista, ator e apresentador de televisão | Itália        | n. 1922     |     |